# Lanza (argot)
 (avril 2024).
Pour les articles homonymes, voir Lanza.
Au Chili, un pickpocket habile est connu sous le nom de lanza (« lance » en français). La plupart des délinquants se livrant à ces activités viennent de quartiers pauvres.

## Historique
Le journaliste chilien Eduardo Labarca, qui a écrit trois livres sur ces pickpockets, rapporte que l'activité des "lanza" remonte au moins aux années 1940 et 1950. Labarca les décrit comme des « maîtres du déguisement », capables de se fondre parfaitement dans différents groupes de la société en modifiant leur apparence et leurs accents. Cependant, il note que la jeune génération des lanza est plus violente et audacieuse.
Aujourd'hui, les gangs de lanza chiliens opèrent dans plusieurs pays, dont l'Espagne, les Pays-Bas, l'Allemagne, l'Autriche et la France. Ils sont largement reconnus comme une organisation criminelle hautement qualifiée et professionnelle, le FBI et Scotland Yard les qualifiant de « meilleurs voleurs du monde ».